# Jan Beelaerts van Blokland
Jhr. Jan Jacob Gerard ("Mickey") Beelaerts van Blokland (Oosterbeek, 13 december 1909 – aldaar, 14 november 2005) was een Nederlands militair uit het geslacht Beelaerts van Blokland.

## Familie en vroege jaren
Hij was de zoon van het Eerste Kamerlid Johannes Beelaerts van Blokland (1877-1960) en jkvr. Jeannette Wernarda Louise de Girard de Mielet van Coehoorn (1887-1958). De kunstschilder Julia Beelaerts van Blokland (1923-2006) was zijn zuster. Minister Frans Beelaerts van Blokland (1872-1956), was zijn oom (een broer van zijn vader).
Beelaerts studeerde aan de Koninklijke Militaire Academie in Breda, waarna hij les ging geven aan een cavalerie-opleiding in Amersfoort. In 1936 raakte hij bevriend met Bernhard toen deze naar Nederland kwam. Op verzoek van Bernhard deden ze een tweedaagse prestatietocht: veertig kilometer te paard, twintig kilometer te voet en zestig kilometer op de fiets.
Na de Duitse inval in Nederland van 10 mei 1940 keerde Beelaerts van Blokland terug naar het ouderlijk huis in Oosterbeek, waar hij in het verzet ging. Toen hem verteld werd dat hij door de Duitsers werd gezocht, vluchtte hij naar Amsterdam.

## Ontsnapping
In mei 1941 lukte het hem om, samen met drie andere Engelandvaarders (piloot Govert Steen, Fokker-technicus Wijbert Lindeman en verzetsman Wim Boomsma), een Duits watervliegtuig te stelen. Deze Fokker T.VIIIw lag in de Amsterdamse Minervahaven, en nadat de piloot het vliegtuig had kunnen starten en ze het anker hadden opgehaald, vlogen ze naar Engeland. Beelaerts had een Bézardkompas bij zich dat hen in hun metalen vliegtuig echter de verkeerde weg wees. Boven Engeland aangekomen werd het vliegtuig, dat voorzien was van hakenkruizen, door de Britse luchtafweer beschoten. Na een noodlanding werden ze door de kustwacht opgewacht, waarna ze later onder politiebegeleiding naar Londen werden gebracht. Daar nam Beelaerts contact op met koningin Wilhelmina.

## Prinses Irene Brigade
Beelaerts overreedde de koningin om Bernhard opperbevelhebber van de strijdkrachten te maken; dit zou een wens zijn van het Nederlands verzet. Beelaerts werd commandant van de Prinses Irene Brigade (PIB) in de rang van majoor, en nam deel aan de Landing in Normandië en de Slag om Arnhem. Na de Tweede Wereldoorlog was hij betrokken bij de heroprichting van de Nederlandse cavalerie.
Later was Beelaerts veertig jaar lang bestuurslid van de PIB, waarvan zestien jaar voorzitter en sinds 1987 erevoorzitter.

## Na de oorlog
Als bewonderaar van prins Bernhard wilde hij voor deze in 1976 een eerbetoon organiseren bij Bernhards 65e verjaardag. Omdat inmiddels de Lockheed-affaire was losgebarsten, ging het eerbetoon niet door. In 1981 werd een eerbetoon in de tuin van Paleis Soestdijk georganiseerd ter ere van de 70e verjaardag van Bernhard. Aangezien Bernhard geen uniform meer mocht dragen, en zei dat hij in een grijze broek met blazer zou komen, verzocht Beelaerts alle deelnemers hetzelfde te doen. Het werd sindsdien elke vijf jaar herhaald.
Hij was titulair brigadegeneraal der cavalerie.
Jan Beelaerts van Blokland overleed op 95-jarige leeftijd in zijn woning in zijn geboorteplaats Oosterbeek.

## Onderscheidingen
- Officier in de Orde van Oranje-Nassau met Zwaarden[4]
- Bronzen Kruis op 3 december 1941 als Eerste luitenant[5]
- Oorlogsherinneringskruis met twee gespen[4]
- Verzetsherdenkingskruis[4]
- Ridder in het Legioen van Eer op 1 juni 2004[4]
- Onderscheidingsteken voor Langdurige Dienst als officier met getal XXV[4]
- Inhuldigingsmedaille 1948[4]
- Kruis voor de Tweedaagse Militaire Prestatietocht[4]